# 1968年のイギリスサルーンカー選手権
1968年のイギリスサルーンカー選手権 (1968 British Saloon Car Championship) は、イギリスサルーンカー選手権の11年目のシーズン。3月17日のブランズ・ハッチで開幕し、10月20日の同地における最終戦まで全11戦で争われた。この年からBRSCCに代わってロイヤル・オートモービルクラブ・モータースポーツ・アソシエーション (RACMSA) がシリーズを運営することとなった。フランク・ガードナーがタイトルを防衛、2年連続のチャンピオンとなった。前年はクラスDでフォード・ファルコンをドライブしたが、今シーズンはクラスCで当初はコーティナ、のちにエスコートをドライブした。

## 開催カレンダーと優勝者
複数クラスの混走による総合優勝者は太字
| ラウンド | ラウンド | サーキット                 | 開催日   | クラス A 優勝者      | クラス B 優勝者            | クラス C 優勝者        | クラス D 優勝者      |
| -------- | -------- | -------------------------- | -------- | -------------------- | -------------------------- | ---------------------- | -------------------- |
| 1        | 1        | ブランズ・ハッチ           | 3月17日  | レイ・カルカット     | ジョン・ローズ             | ヴィック・エルフォード | ブライアン・ミュアー |
| 2        | 2        | スラクストン・サーキット   | 4月15日  | クリス・クラフト     | グラハム・ジェンセン       | フランク・ガードナー   | ブライアン・ミュアー |
| 3        | 3        | シルバーストン・サーキット | 4月27日  | クリス・クラフト     | ジョン・ローズ             | ヴィック・エルフォード | ブライアン・ミュアー |
| 4        | A        | クリスタル・パレス         | 6月3日   | マイク・ウォーカー   | スティーヴ・ニール         | 開催せず               | 開催せず             |
| 4        | B        | クリスタル・パレス         | 6月3日   | 開催せず             | 開催せず                   | フランク・ガードナー   | ブライアン・ミュアー |
| 5        | A        | マロリー・パーク           | 6月23日  | レス・ナッシュ       | ジョン・フィッツパトリック | 開催せず               | 開催せず             |
| 5        | B        | マロリー・パーク           | 6月23日  | 開催せず             | 開催せず                   | フランク・ガードナー   | ブライアン・ミュアー |
| 6        | 6        | ブランズ・ハッチ           | 7月20日  | トニー・ランフランチ | ジョン・フィッツパトリック | フランク・ガードナー   | ヒューベルト・ハーネ |
| 7        | 7        | シルバーストン・サーキット | 7月27日  | レス・ナッシュ       | ジョン・フィッツパトリック | フランク・ガードナー   | デヴィッド・ホッブス |
| 8        | 8        | クロフト・サーキット       | 8月10日  | ゴードン・スパイス   | ジョン・フィッツパトリック | フランク・ガードナー   | ロイ・ピアーポイント |
| 9        | 9        | オウルトンパーク           | 8月17日  | ゴードン・スパイス   | クリス・クラフト           | フランク・ガードナー   | ブライアン・ミュアー |
| 10       | 10       | ブランズ・ハッチ           | 9月2日   | レス・ナッシュ       | ジョン・ローズ             | フランク・ガードナー   | ロイ・ピアーポイント |
| 11       | 11       | ブランズ・ハッチ           | 10月20日 | トニー・ランフランチ | クリス・クラフト           | フランク・ガードナー   | デヴィッド・ホッブス |

## 選手権結果
| ドライバーズランキング | ドライバーズランキング     | ドライバーズランキング                                              | ドライバーズランキング |
| 順位                   | ドライバー                 | 車両                                                                | ポイント               |
| ---------------------- | -------------------------- | ------------------------------------------------------------------- | ---------------------- |
| 1                      | フランク・ガードナー       | フォード・コーティナ・ロータス Mk2 フォード・エスコート・ツインカム | 84                     |
| 2                      | ブライアン・ミュアー       | フォード・ファルコン・スプリント                                    | 58                     |
| 3                      | ブライアン・ロビンソン     | フォード・コーティナ・ロータス フォード・エスコート・ツインカム     | 50                     |
| 4                      | ジョン・ローズ             | オースチン・ミニ・クーパー S                                        | 50                     |
| 5                      | ロイ・ピアーポイント       | フォード・ファルコン・スプリント                                    | 44                     |
| 6                      | ジョン・フィッツパトリック | フォード・エスコート 1300 GT                                        | 42                     |

## 参照
1. ↑  http://gtwap.co.uk/50_Years_of_the_BTCC/?width=600&topic=099.BTCC_1958-1979.wtxt
2. ↑  “アーカイブされたコピー”. 2011年7月16日時点のオリジナルよりアーカイブ。2010年9月30日閲覧。 Official list of BTCC champions
3. ↑  http://homepage.mac.com/frank_de_jong/Pages/1968%20BSCC.html
4. ↑  1968 British Saloon Car Championship Retrieved from touringcarracing.net on 16 September 2012